# Château Margaux

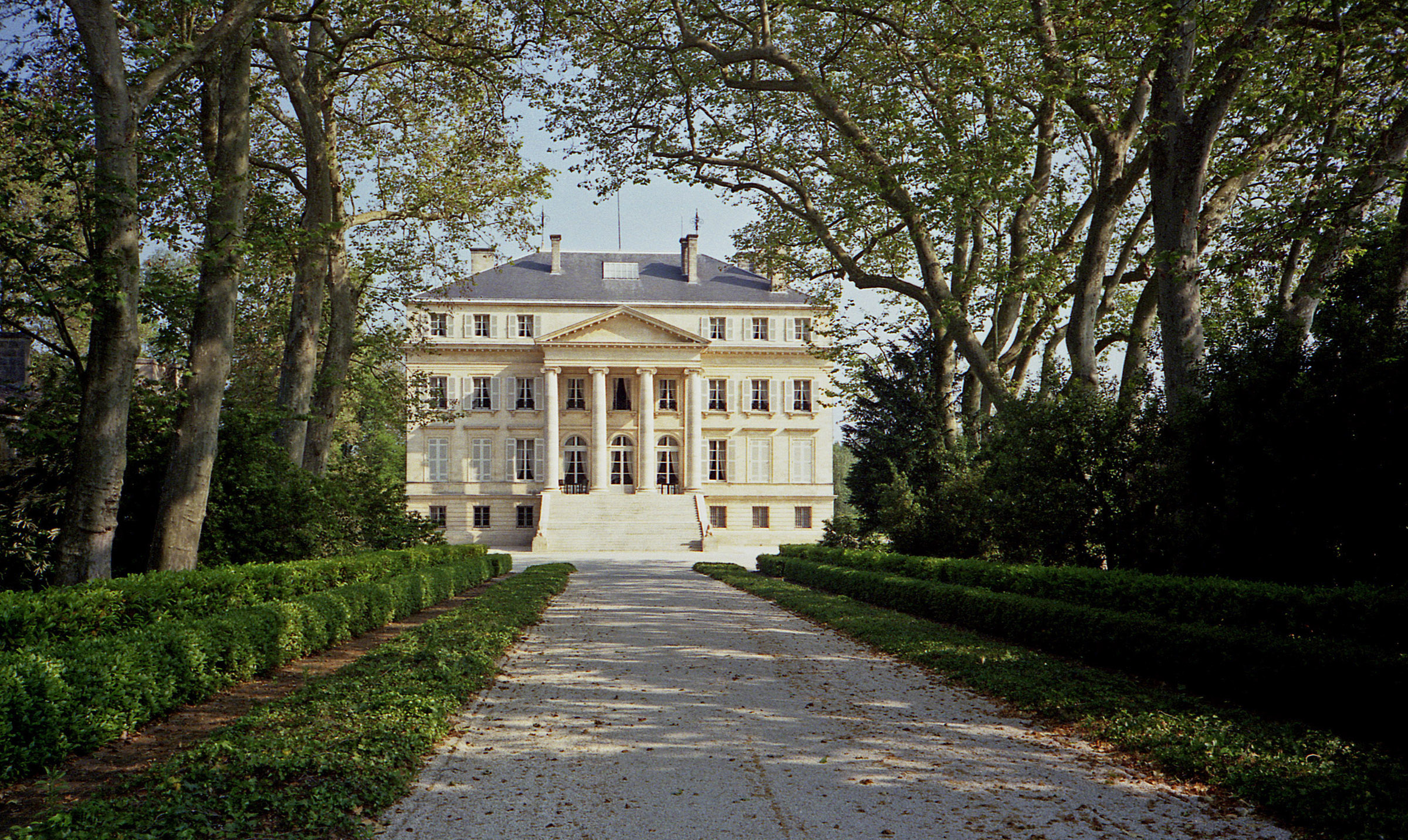
Château Margaux — мальовничий вигляд господарства

Château Margaux, (Шато Марго)  — французьке виноробне господарство, розташоване в комуні Марго (фр. Margaux), округу Медок (фр. Medoc) регіону Бордо. Згідно з «Офіційною класифікацією вин Бордо 1855 року», господарство належить до категорії «Перші крю» (фр. Premiers crus), тобто найвищої категорії в класифікації. Входить у п'ятірку найкращих виробників вин Бордо, разом із Château Mouton Rothschild (Шато Мутон Ротшильд), Château Lafite Rothschild (Шато Лафіт Ротшильд), Château Latour (Шато Латур) та Château Haut-Brion (Шато О-Бріон). 
Виготовляє три вина з власних виноградників, що відповідають вимогам апелласьйону Марго:
- Château Margaux — основне або «перше» червоне вино господарства;
- Pavillon Rouge du Château Margaux — «друге» червоне вино господарства;
- Pavillon Blanc du Château Margaux — «друге» біле вино господарства.

Господарство повністю належить Корінн Менцелопулос (Corinne Mentzelopoulos) з 2003 року, після придбання нею 75% акцій господарства у сім'ї Аньєллі. Коррінн — дочка відомого грецького мільйонера Андре Менцелопулоса, який викупив 25% господарства у французьких негоціантів П'єра і Бернара Жінесте у 1977 році.

## Історія господарства

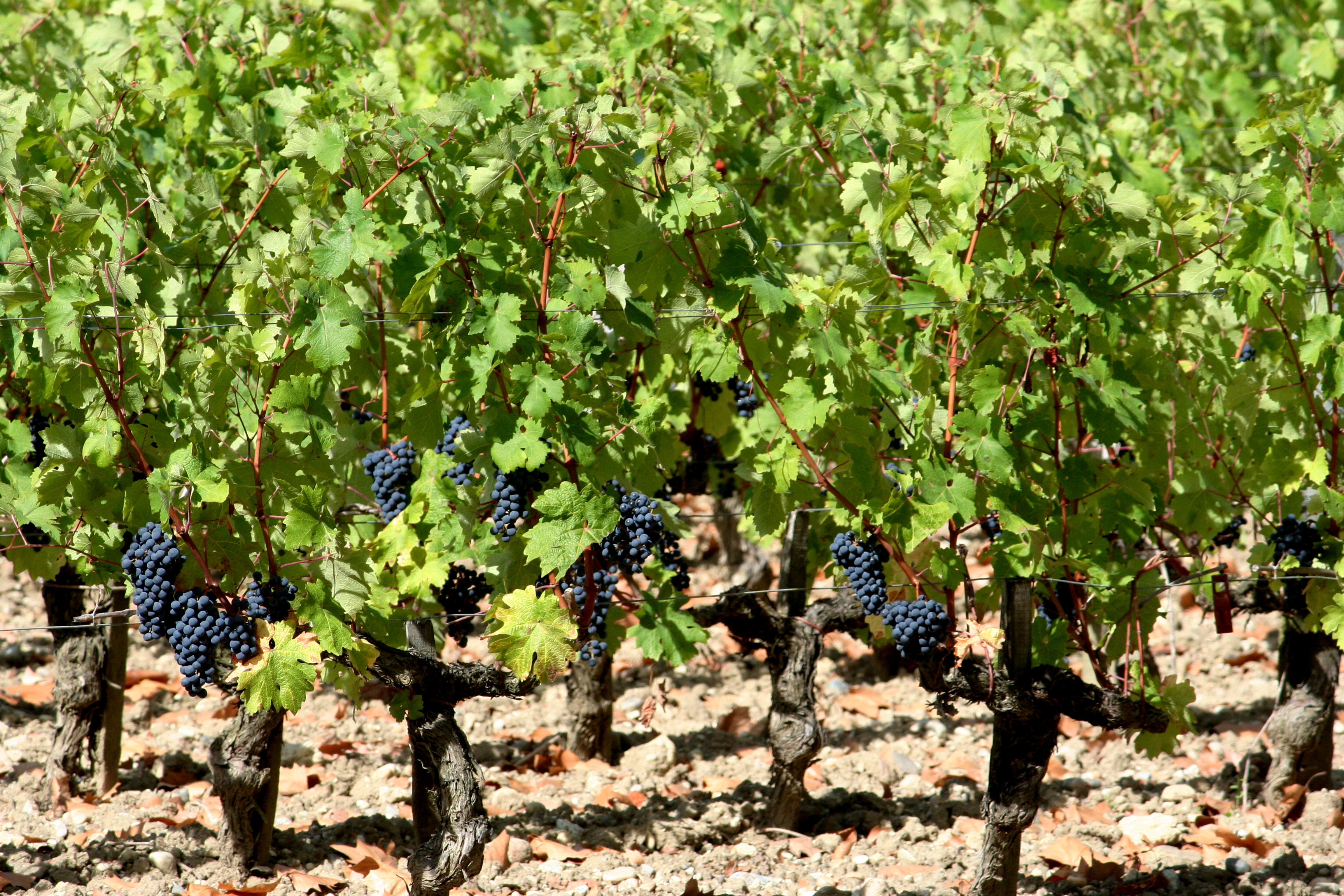
Виноградники Каберне Совіньйон у господарстві Château Margaux.

Історія господарства бере свій початок з XIII століття, коли на місці господарства знаходився укріплений замок Ла Мот, фр. «Lamothe» або фр. «La Mothe» (від Мотте — конусоподібний пагорб на якому зазвичай стояв донжон). Вино з іменами «Margou» та «Margous» було відоме з XV століття. Проте лише з приходом сім'ї Лестоняк (фр. Lestonnac) у XVI—XVII столітті виробництво вина набуло особливого значення у господарстві. На початку XVII століття П'єр де Лестоняк (фр. Pierre de Lestonnac) розширив власність та очистив більшість хлібних полів, щоб звільнити місце для виноградників.

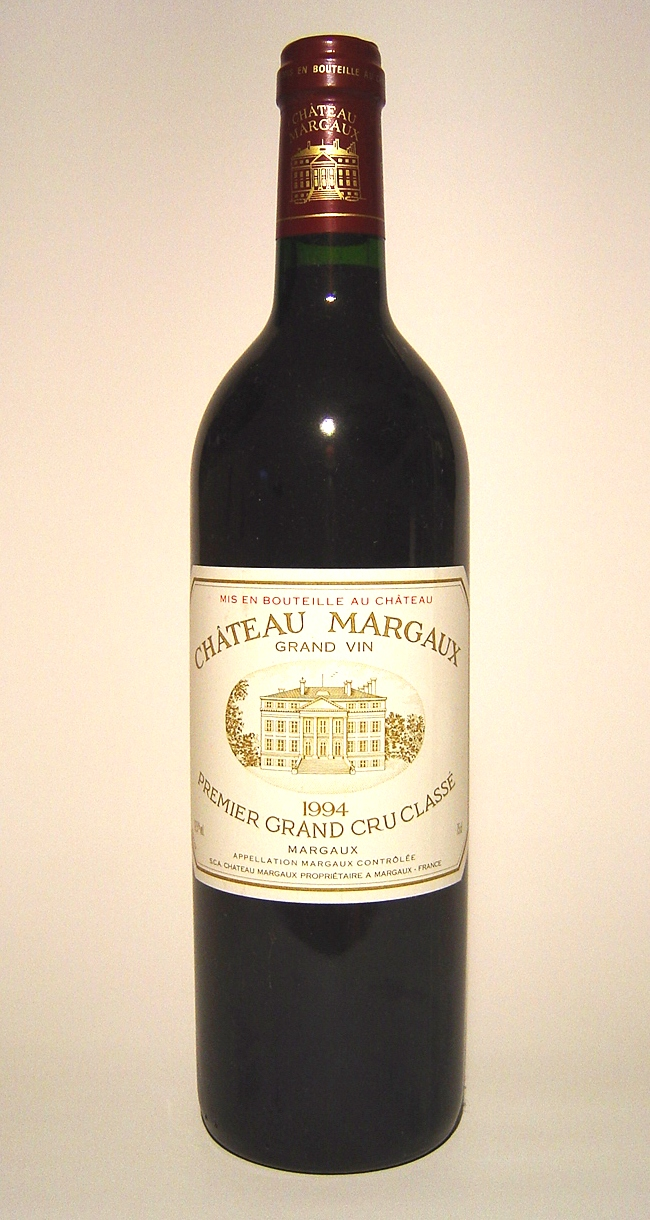
Пляшка Château Margaux 1994 року.

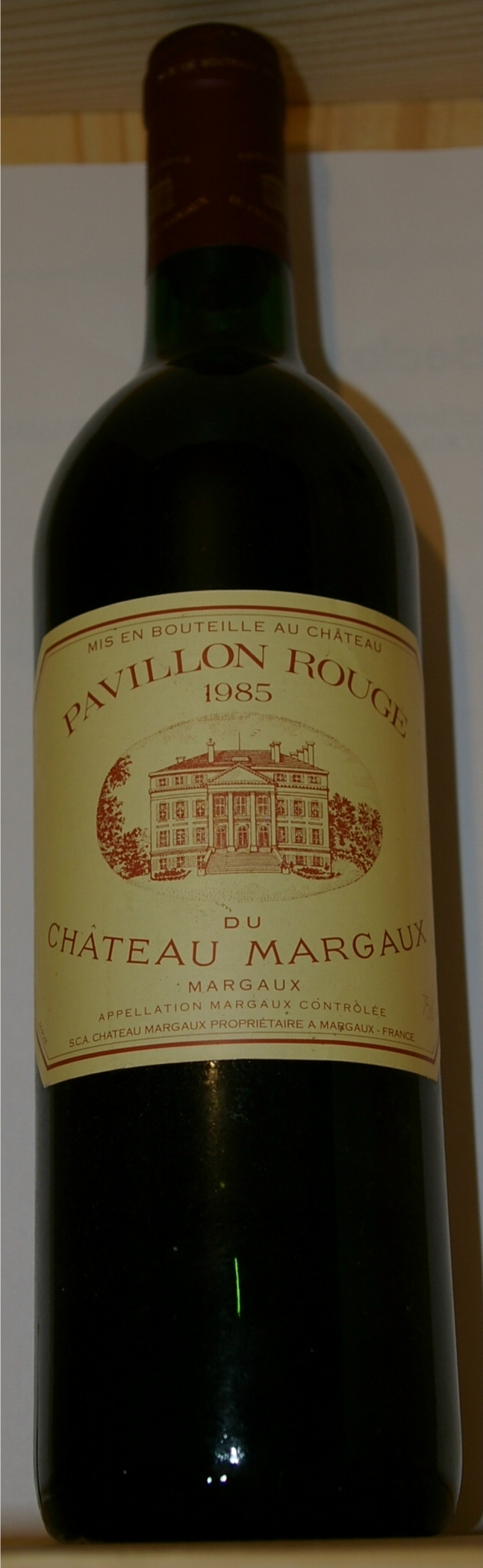
Пляшка Pavillon Rouge du Château Margaux 1985 року.

Господарство змінювало власників по родовій лінії, часто через укладання шлюбів із родичами. 24 листопада 1377 року Бернар д'Альбре (фр. Bernard d'Albret) заповів Ла Мот своїй сестрі Розі д'Альбре (фр. Rose d'Albret), жінці Бертрана де Монферрана (фр. Bertrand de Montferrand). У 1420 році створюється об'єднання між сім'єю Монферран та Дюфор-Дюра (фр. Dufort-Duras), які володіють замком до 1437 року спільно з Медар де Дюфор-Дюра (фр. Médard de Dufort-Duras), який дав ім'я замку Дюфор, розташованому поряд із Шато Марго. 26 травня 1447 року Франсуа де Монферран (фр. François de Montferrand) став зватися барон Марго (фр. baron Margaux). У 1479 році, Томас де Дюфор (фр. Thomas de Dufort) продає замок Дюфор голові муніципалітету міста Бордо Жану Гімелю (фр. Jean Gimel). 24 березня 1479 року дочка Томаса де Дюфора, вийшла заміж за Жана де Лорі (фр. Jehan de Lory), який став власником маєтку Марго, а потім маєток перейшов до його сина Луї де Лорі (фр. Louis de Lory)у 1557 році. Після його смерті спадкоємцем став брат Луї — Ісаак. 
У 1590 році Гі де Лестоняк (фр. Guy de Lestonnac) придбав маєток у свого двоюрідного брата Ісаака; надалі маєток перейшов до його онуків П'єра (фр. Pierre de Lestonnac) та Олів де Лестоняк (фр. Olive  de Lestonnac) у 1611 році після смерті діда. 20 листопада 1653 року Жан-Дені Олед (фр. Jean-Denis Aulède), син П'єра успадкував маєток. Він став зватися бароном де Ла Мот у 1658 році. 2 серпня 1682 року дочка Жана-Дені вийшла заміж за графа Жозефа де Фумеля (фр. Joseph de Fumel). Маєток залишався у власності сім'ї до 1768 року. 
До початку XVIII століття земля господарства становила 265 гектарів (650 акрів) третина з яких була під виноградниками, що практично відповідає сучасному розташуванню виноградників у господарстві.
У 1770 році, граф Елі дю Баррі (фр. Élie du Barry) став власником Марго після шлюбу з Лаурою де Фумель (фр. Laure de Fumel), племінницею Жозефа де Фумеля. Граф дю Баррі змінив свій титул на граф д'Аргікур (так його звала графиня). У 1771 році вино з маєтку стало першим вином, що було продано на аукціоні Крістіз. Після відвідин Бордо Томас Джефферсон відмітив, що Château Margaux «один із чотирьох виноградників першої якості».
Під час французької революції власник господарства граф Елі дю Баррі був страчений на гільйотині, а його майно конфіскували. Господарство дісталося громадянину Міко (фр. Miqueau), який не обслуговував господарство та не доглядав за виноградником. Виноградник був врятований Лаурою де Фумель, яка отримала його перекупивши у попереднього власника. Проте вона була змушена продати господарство, і воно перейшло у власність Бертрану Дуа (фр. Bertrand Douat) у 1802 році. Останній заплатив за господарство 654 тисячі франків.
Старий маєток був знесений, а замість нього було збудовано новий. Маєток будував спеціально запрошений відомий архітектор Першої імперії Гі Луї Комб (фр. Guy-Louis Combes). Маєток було завершено у 1812 році. Саме він зберігся і до сьогодні слугує "візитівкою" господарства. 
У 1836 році господарство було продано іспанському дворянину Олександру Агвадо за 1 мільйон 350 тисяч франків. У 1879 році господарство було продано сином Агвадо віконту Пілле, який утримував господарство до 1920 року у якому він продав господарство синдикату, який очолював П'єр Моро (фр. Pierre Moreau).
У 1925 році більшу частину акцій господарства було викуплено торговцем винами Бордо Фернаном Жінесте (фр. Fernand Ginestet) (за сумісництвом власник Château Lascombes). У подальшому частка акцій, придбаних Жінесте, зростала доти, доки у 1949 році його син П'єр не отримав повну власність над господарством. У 1965 році П'єр Жінесте оголосив новий напрям у виготовленні вин, у результаті чого у визначні роки вино оголошувалось «великим» та витримувалось до марочного, у той час як вина звичайних років продавались як звичайні ординарні вина. Така практика задіяна і при виготовленні шампанського.

### Сучасна історія
Після економічної кризи 1973 року сім'я Жінесте була змушена продати Château Margaux. Спроба компанії «National Distillers & Chemical Corporation» придбати господарство була заблокована урядом Франції, у зв'язку з тим, що маєток було оголошено «національним надбанням».
Господарство було придбано у 1976 році групою Фелікса Потена (фр. Félix Potin) на чолі з Андре Менцелопулосом за суму приблизно 72 мільйони франків або 16 мільйонів доларів.  
Менцелопулос реформував господарство, відновивши занедбані виноградники, чай, та маєток, дотримуючись рекомендацій досвідченого енолога Еміля Пейно (фр. Émile Peynaud). До моменту смерті Менцелопулоса у 1980 році Château Margaux повністю відновили репутацію господарства категорії «Перші Крю» класифікації вин Бордо, з винами урожаю 1978 та 1979 років, що були оголошені «винятковими».
На початку 1990-х років було укладено домовленості про обмін акцій із сім'єю Аньєлі, а управління господарством залишилось в руках дочки Андре Менцелопулоса — Корінн, незважаючи на те, що сім'я Аньєлі утримувала 75% акцій господарства. У 2003 році, після смерті Джованні Аньєлі, Корінн Менцелопулос викупила контрольний пакет акцій господарства за 350 мільйонів євро, та стала одноосібним власником господарства. На сьогодні господарством Корінн Менцелопулос керує професійний енолог Поль Понтальє.

## Виробництво

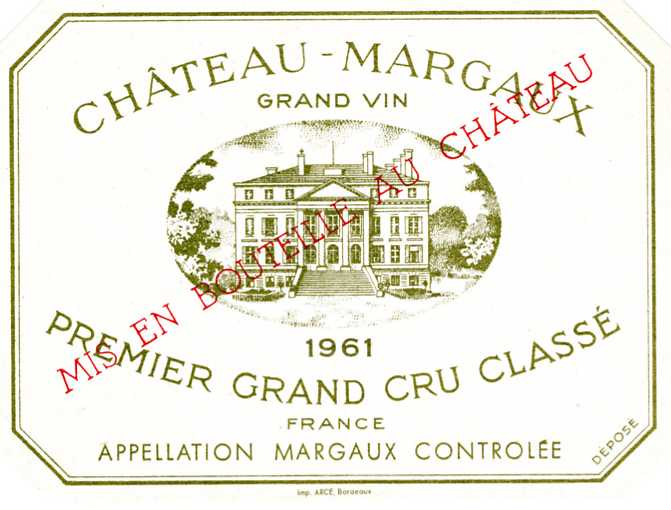
Етикетка Château Margaux 1961 року.

Виноградники господарства займають площу 262 гектари, з яких 87 гектарів включені в апеллайсьйон Марго. 

### Сорти винограду
На 80 гектарах виноградників червоного сорту вирощують: 75% Каберне Совіньйон, 20% Мерло, 2% Каберне Фран та Пті Вердо.
На 12 гектарах виноградників білого сорту вирощують Совіньйон Блан, який йде на виготовлення білого вина Pavillon Blanc du Château Margaux.

### Вина

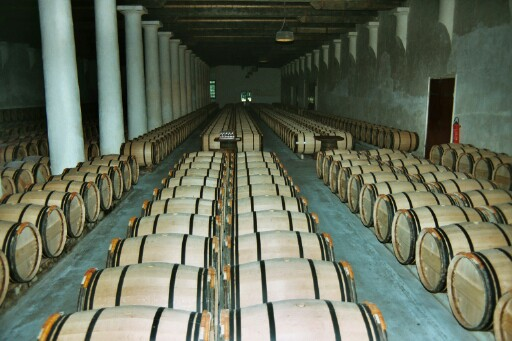
Бочки вина у погребі Château Margaux.

- Середньорічне виробництво «першого» вина «Grand vin» Château Margaux становить 150 тисяч пляшок;
- Виробництво «другого» вина Pavillon Rouge du Château Margaux становить 200 тисяч пляшок;
- Виробництво білого «другого» вина Pavillon Blanc du Château Margaux становить 35 тисяч пляшок, і продається воно згідно із загальними правилами апелласьйону Бордо, так як вирощування білого сорту Совіньйон Блан суперечить правилам апелласьйону Марго;
- Решта вина, отриманого з виноградників не включених в апелласьйони, класифікується як звичайне та продається оптом.[4]

### Визначні роки

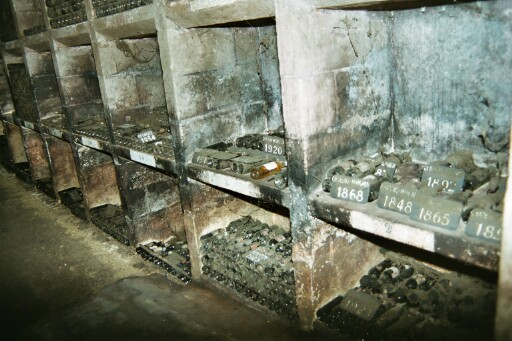
Пляшки старого вина у погребі Château Margaux.

Серед останніх визначних років, в які були створені «видатні вина»: 1982, 1983, 1985, 1989, 1990, 1996, 2000 та 2003. 2005 рік за своїм потенціалом вищий за врожай 2000 року. Найбільшу славу господарству принесли такі легендарні роки як 1900, 1928, 1936 та  1945. Вино 1961 року визнане винятковим.

## Цікаві факти
- Пляшці Château Margaux 1787 року належить особливий рекорд. Вона застрахована на найбільшу суму (225 тисяч доларів) від розбиття.[7]

### Ціна
Ціна пляшки хорошого вина Château Margaux становить приблизно 250—300 євро за найменш популярні вина, наприклад 1967, 1975, 1992 або 1997 років, до кількох тисяч євро за великі вина.
| Вінтаж           | 1870  | 1893  | 1900  | 1928  | 1937 | 1945  | 1961  | 1982 | 1983 | 1985 | 1989 | 1990 | 1996 | 2000 | 2003 | 2005 |
| ---------------- | ----- | ----- | ----- | ----- | ---- | ----- | ----- | ---- | ---- | ---- | ---- | ---- | ---- | ---- | ---- | ---- |
| Середня ціна у € | 6 040 | 7 722 | 7 018 | 1 768 | 780  | 1 877 | 1 171 | 909  | 530  | 428  | 413  | 949  | 644  | 980  | 631  | 938  |

### Шато Марго в культурі
- Ернест Хемінгуей настільки любив вино Château Margaux, що назвав одну із своїх онучок Марго (Margaux Hemingway), а не Margot.[9].
- Японський письменник Рю Муракамі назвав «Марго» власну розповідь у якій він описує стан душі головного героя, який думає про це вино.
- Російський рок-гурт Сплін у 2004 році записує пісню "Шато Марго", яка увійшла до альбому "Реверсивная хроника событий".